# Green Bay Packers 1981
La stagione 1981 dei Green Bay Packers è stata la 61ª della franchigia nella National Football League. Sotto la direzione del capo-allenatore al settimo anno Bart Starr, la squadra terminò con un record di 8-8, chiudendo terza nella Central Division. Guidati dalla difesa, i Packers furono i primi della NFL per palloni persi degli avversari forzati, mentre la difesa si piazzò al nono posto assoluto. L’attacco migliorò ma finì ancora nella seconda metà della lega. Bisognosi di una sconfitta dei New York Giants o di una vittoria dei Philadelphia Eagles nell’ultimo turno, i Packers si ritrovarono in controllo del proprio destino: sarebbe bastata infatti una vittoria contro i Jets ma furono sconfitti per 28–3. Green Bay guadagnò solamente 84 yard contro i Jets.

## Roster
| Roster dei Green Bay Packers nel 1980 |
| --- |
| Quarterback - 19 Rich Campbell - 12 Lynn Dickey - 17 David Whitehurst Running Back - 31 Gerry Ellis - 25 Harlan Huckleby - 33 Jim Jensen - 34 Terdell Middleton - 26 Eric Torkelson - 20 Delvin Williams Wide Receiver - 88 Ron Cassidy - 83 John Jefferson - 80 James Lofton - 84 Fred Nixon Tight End - 82 Paul Coffman - 81 Gary Lewis Offensive Linemen - 61 Charlie Ane C - 57 Derrel Gofourth G - 69 Leotis Harris - 74 Tim Huffman G - 68 Greg Koch T - 79 Mark Koncar T - 54 Larry McCarren C - 67 Karl Swanke T Defensive Linemen - 73 Byron Braggs DE - 77 Mike Butler DE - 90 Ezra Johnson DE - 63 Terry Jones DT - 78 Casey Merrill DE - 75 Richard Turner DT Linebacker - 60 Kurt Allerman - 59 John Anderson - 52 George Cumby - 53 Mike Douglass - 56 Cliff Lewis - 51 Guy Prather - 55 Randy Scott - 50 Rich Wingo Defensive Back - 23 Maurice Harvey SS - 38 Estus Hood CB - 22 Mark Lee CB - 37 Mark Murphy FS - 29 Mike McCoy CB - 47 David Petway S - 30 Bill Whitaker S Special Team - 16 Ray Stachowicz P - 10 Jan Stenerud K Lista delle riserve - 62 Buddy Aydelette T (IR) - -- Chris Godfrey DE (IR) - 24 Johnnie Gray SS (IR) - -- Nickie Hall QB (IR) - 21 Mike Jolly CB (IR) - 64 Syd Kitson G (IR) - 40 Eddie Lee Ivery RB (IR) - 87 John Thompson TE (IR) |
| Legenda - I rookie sono in corsivo. - Il primo ruolo è il principale mentre gli eventuali successivi indicano i ruoli secondari. - (IR) sta per Injured Reserve ed indica la lista ristretta per un solo giocatore infortunato che può tornare ad allenarsi dopo la settimana 6 e a rientrare in prima squadra dopo che questa ha giocato 8 partite. - (NF-Inj.) / (NF-Ill.) stanno rispettivamente per Non-Football Injured e Non-Football Illness ed indicano le liste dove viene inserito un giocatore che ha un infortunio o una malattia non dipendente dal football americano. - (PUP) sta per Physically Unable to Perform ed indica la lista dove viene inserito un giocatore mentre è in attesa di recuperare la condizione fisica. Nella stagione regolare dopo la sesta partita giocata dalla propria squadra, il giocatore ha tempo tre settimane per riprendere ad allenarsi, più tre settimane aggiuntive dal suo rientro agli allenamenti per rientrare in prima squadra. |

## Calendario
| Stagione regolare |              |                         |           |                          |          |
| Turno             | Data         | Avversario              | Risultato | Stadio                   | Pubblico |
| 1                 | 6 settembre  | at Chicago Bears        | V 16–9    | Soldier Field            | 62,411   |
| 2                 | 13 settembre | Atlanta Falcons         | S 31–17   | Lambeau Field            | 55,382   |
| 3                 | 20 settembre | at Los Angeles Rams     | S 35–23   | Anaheim Stadium          | 61,286   |
| 4                 | 27 settembre | Minnesota Vikings       | S 30–13   | Milwaukee County Stadium | 55,012   |
| 5                 | 4 ottobre    | at New York Giants      | V 27–14   | Giants Stadium           | 73,684   |
| 6                 | 11 ottobre   | Tampa Bay Buccaneers    | S 21–10   | Lambeau Field            | 55,264   |
| 7                 | 18 ottobre   | San Francisco 49ers     | S 13–3    | Milwaukee County Stadium | 50,171   |
| 8                 | 25 ottobre   | at Detroit Lions        | S 31–27   | Pontiac Silverdome       | 76,063   |
| 9                 | 1 novembre   | Seattle Seahawks        | V 34–24   | Lambeau Field            | 49,467   |
| 10                | 8 novembre   | New York Giants         | V 26–24   | Milwaukee County Stadium | 54,138   |
| 11                | 15 novembre  | Chicago Bears           | V 21–17   | Lambeau Field            | 55,338   |
| 12                | 22 novembre  | at Tampa Bay Buccaneers | S 37–3    | Tampa Stadium            | 63,251   |
| 13                | 29 novembre  | at Minnesota Vikings    | V 35–23   | Metropolitan Stadium     | 46,025   |
| 14                | 6 dicembre   | Detroit Lions           | V 31–17   | Lambeau Field            | 54,481   |
| 15                | 13 dicembre  | at New Orleans Saints   | V 35–7    | Louisiana Superdome      | 45,518   |
| 16                | 20 dicembre  | at New York Jets        | S 28–3    | Shea Stadium             | 56,340   |

## Classifiche
| NFL Central             |   |    |   |      |     |      |     |     |     |
|                         | V | S  | P | %    | DIV | CONF | PF  | PS  | STR |
| Tampa Bay Buccaneers(3) | 9 | 7  | 0 | .563 | 6–2 | 9–3  | 315 | 268 | V1  |
| Detroit Lions           | 8 | 8  | 0 | .500 | 4–4 | 6–6  | 397 | 322 | S1  |
| Green Bay Packers       | 8 | 8  | 0 | .500 | 4–4 | 7–7  | 324 | 361 | S1  |
| Minnesota Vikings       | 7 | 9  | 0 | .438 | 4–4 | 6–6  | 325 | 369 | S5  |
| Chicago Bears           | 6 | 10 | 0 | .375 | 2–6 | 2–10 | 253 | 324 | V3  |